# リサラシオシファ
リサラ シオシファ（Lisala Siosifa、1994年2月2日 - ）は、トンガ出身のラグビーユニオン選手。2025年現在ジャパンラグビーリーグワンに参戦する浦安D-Rocksに所属している。旧名「シオシファ・リサラ」。

## プロフィール
- トンガ出身[2]。
- ポジションはウイング(WTB)、センター(CTB)。
- 身長 179 cm、体重 92 kg
- 7人制日本代表に選ばれたことがある[3]。

## 略歴
トンガ・カレッジ、花園大学 を経て、2018年、豊田自動織機シャトルズ(現・豊田自動織機シャトルズ愛知)に加入。同年8月には日本国籍を取得。また同年9月1日に行われたジャパンラグビートップリーグ第1節のNECグリーンロケッツ戦にて先発出場で公式戦初出場を果たす。
2020年、ワラターズに加入。
2021年、NTTドコモレッドハリケーンズ(現・レッドハリケーンズ大阪)に加入。
2022年7月、NTT再編に伴う新チーム浦安D-Rocks選手スコッドに選ばれた。